# Shvoy Lajos
Shvoy Lajos (Budapest, 1879. március 9. – Budapest, 1968. január 21.) magyar katolikus pap, székesfehérvári püspök, a második világháború alatti magyarországi egyházi összefogás vezéregyénisége.

## Pályafutása

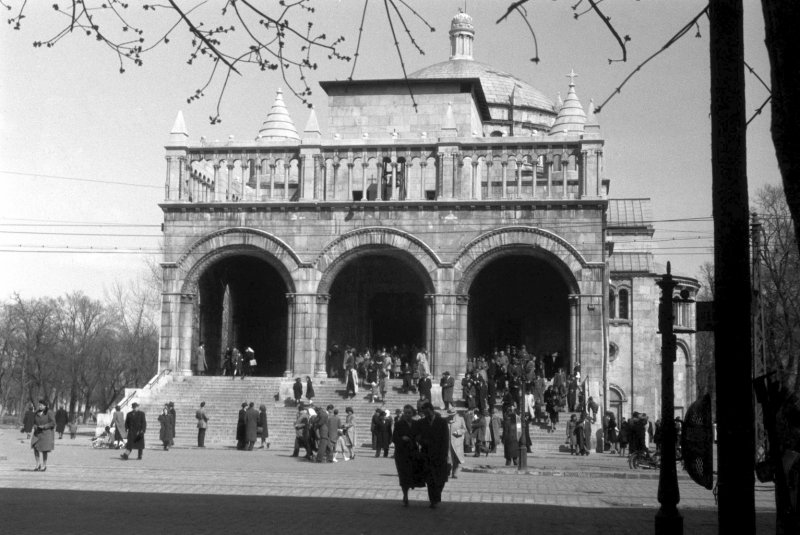
A Regnum Marianum-templom 1948-ban

Budapesten született kishivatalnoki családban. Szülei Shvoy Kálmán (1843–1930) magyar államvasúti felügyelő és Cacciari Matild (1852–1938). Apai nagyszülei Shvoy Miklós (1814–1898) uradalmi főtiszt, kataszteri becslő-biztos és neuenfeldi Novák Franciska (1812–1877) voltak; Schvoy Miklósné Novák Franciska szülei Novák Ferenc uradalmi gazdatiszt és Stader Filippina voltak. Öccse Shvoy Kálmán katonatiszt, altábornagy, képviselő és az MLSZ elnöke.
Tanulmányait Budán, az érseki gimnáziumban, és Esztergomban a bencéseknél folytatta, majd az Esztergomi Szeminárium növendéke lett. 1901. július 13-án szentelték pappá. Rövid ideig hittanárként működött, majd a Regnum Marianum világi papi közösség konviktusában lett tanulmányi felügyelő, 1905-től a konviktus igazgatója, 1910-től középiskolai hitoktató. Az 1918-tól az új formát kereső Regnum Marianum első, templomépítő plébánosa lett. A korban szokatlan módon nagyban épített a világiak aktivitására az egyházközségi életben. Ekkor érett kiváló ifjúsági lelkipásztorrá, társaival ő honosította meg Magyarországon a cserkészet elveit. 1920 novemberétől cserkésztiszt, 1923-tól a Regnum Marianum „Galamb” cserkészcsapatának parancsnokhelyettese lett; kirándulásokat, gyalog- és vízitúrákat szervezett és vezetett.

### Püspöki pályafutása
Szervezőtehetségét honorálva nevezte ki XI. Piusz pápa 1927. június 20-án székesfehérvári püspökké. Augusztus 1-jén szentelték püspökké Budapesten. Székét augusztus 8-án foglalta el.
Püspökként is plébánosi egyszerűséggel fordult hívei felé. Szisztematikusan látogatta végig az egyházmegyéjét, a legeldugottabb falvakba, filiákba is maga ment bérmálni. Kormányzása alatt másfélszeresére nőtt a plébániák és lelkészségek, megduplázódott az esperesi kerületek száma. Papjainak, kispapjainak is lelkivezetője lett. Erőn felül áldozott a kultúrára: a harmincas években történt a Székesfehérvári Püspöki Könyvtár és levéltár rendezése, valamint 1938-ban az Egyházmegyei Múzeum megszervezése az országban elsőként. 1937 nyarán a püspöki kar megbízásából hosszú missziós utat tett az Amerikai Egyesült Államokban. A magyar ajkú lelkészségeket látogatta végig, népszerűsítve a budapesti 34. Eucharisztikus világkongresszust. A katolikus iskolák számát 1934 és 1944 között 147-ről 165-re emelte. Támogatta az Actio Catholicát, a KALOTot és a KALÁSZt. 1947-ben pápai trónállóvá nevezte ki XII. Piusz pápa.

#### A második világháború alatt és után
Dunántúli püspöktársaival, többek között Mindszenty József akkor veszprémi püspökkel együtt 1944 őszén memorandumban kérte az ország irányítását törvénytelenül magához ragadó hatalmi csoporttól, hogy ne vesse oda Dunántúlt a háború pusztításainak, hiába. 1945. február 8-án, miután megtagadta nekik, hogy hálaadó istentiszteletet mutasson be, elhurcolták a nyilasok: Veszprémben, Szombathelyen, Sopronban és Sopronkőhidán raboskodott. 
Az emlékezetes Boldogasszony éve (1947–1948) során a püspök főpaptársaival együtt számos zarándoklaton részt vett. A bodajki Mária-napra 1948. szeptember 25–26-án több tízezer zarándok érkezett félszáz faluból. Mindszenty bíboros mutatta be a szentmisét, és ő mondta a szentbeszédet, pontosan három hónappal letartóztatása előtt.

#### A szocializmusban
1948 májusában az egyházjog szabályai szerint figyelmeztette, majd felfüggesztette Szittyay Dénes bakonykúti plébánost, aki nyíltan együttműködött a kommunista rezsimmel; végül kiközösítette az engedelmességet megtagadó papot. Válaszul médiatámadás indult ellene, ami jelezte, hogy nemkívánatos személy a kiépülő diktatúrában. Ebben az évben lemondatni is megpróbálták. A virágzó egyházközségi, közösségi, kulturális, szerzetesi élet az alkotóerejét kora előrehaladtával sem veszítő püspök szeme láttára semmisült meg, a lelkipásztorkodás területei a papság minden igyekezete ellenére fokozatosan csökkentek. A hit azonban e nehéz években is megőrződött.
1951-ben először be akarták vonni a Grősz-perbe, majd házi őrizetbe helyezték. Az 1950-es években legmegbízhatóbb munkatársait – segédpüspökét is – a rendőrség gyakran kitiltotta a székvárosból, leveleit pedig cenzúrázták, így szigetelve el a püspököt. 1961-ben az MSZMP Politikai Bizottsága már jóváhagyta az internálását célzó akciót, ami azonban Grősz József kiállásának és az Állami Egyházügyi Hivatal élén történt változásoknak köszönhetően meghiúsult. Shvoy Lajos végig kiállt Mindszenty József mellett; mind a vatikáni diplomaták, mind az állami szervek a kommunista rendszerrel következetesen szembenálló püspökként tartották számon.
Ő volt az egyetlen magyarországi püspök, aki működési engedéllyel rendelkezett, mégsem vehetett részt a Második vatikáni zsinat egyetlen ülésszakán sem. Ennek ellenére egyedül az ő javaslatai jutottak el a zsinatra, mivel azokat a hivatalos utat és a cenzúrát megkerülve, németországi kapcsolatain keresztül juttatta ki a zsinatot előkészítő bizottságokhoz. A zsinattól a kor szellemi kihívásaira is választ várt, így a materializmus és az ateizmus elítélését javasolta.
1968. január 21-én, 88 éves korában érte a halál. A székesfehérvári székesegyház altemplomában temették el.

## Művei
- Amerikai levelek 1937. III. 29–VIII. 12. Székesfehérvár, 1938
- Szerkesztette és kiadta 1919–1927 között a budapesti Egyházközségi Értesítőt[2]
- Önéletrajz; szerk., bev., jegyz. Mózessy Gergely; Székesfehérvári Püspöki és Székeskáptalani Levéltár, Székesfehérvár, 2002 (Források a Székesfehérvári Egyházmegye történetéből)
- Shvoy Lajos székesfehérvári püspök amerikai útja, 1937. Válogatott források; szerk. Mózessy Gergely, Nádasi Richárd; Székesfehérvári Püspöki és Székeskáptalani Levéltár, Székesfehérvár, 2013 (Források a Székesfehérvári Egyházmegye történetéből) – DVD-ROM

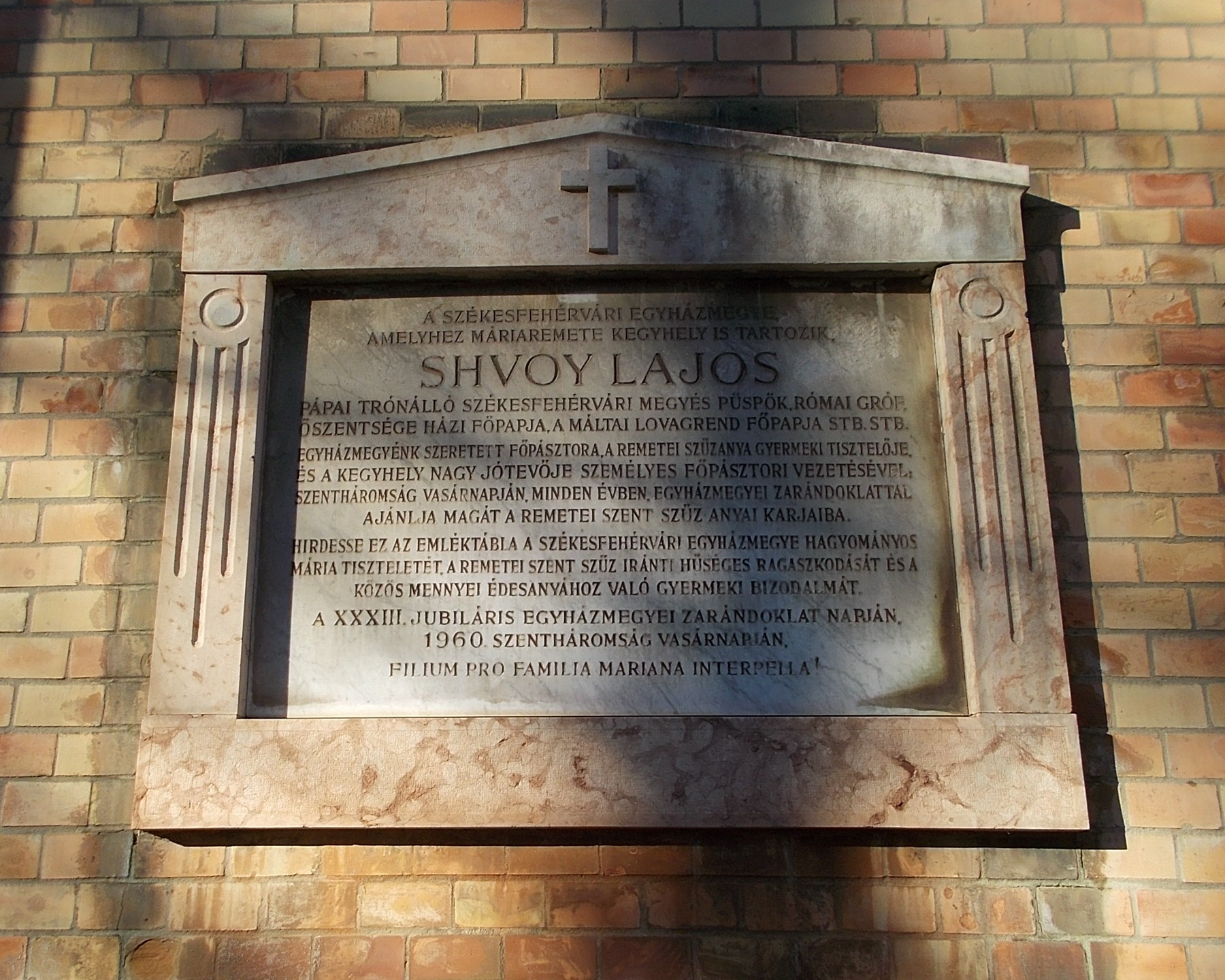
Emléktáblája a máriaremetei bazilikán

## Emlékezete
Nevét viseli a bicskei 188. sz. Shvoy Lajos cserkészcsapat. 2018-ban, halálának 50. évfordulóján emlékkonferenciát rendeztek Székesfehérváron.